# José Alfosea Pastor
José Alfosea Pastor (Santa Pola, 8 de enero de 1891 - Alicante, 21 de diciembre de 1964) fue un compositor y director español.

## Biografía
De formación autodidacta, antes de hacer veinte años, ya dirigía el Orfeón Español de Argel. Más adelante estudió lecciones elementales de armonía por correspondencia a la Academia Erviti de San Sebastián. A partir del año 1924 formó diferentes agrupaciones musicales y fábulas en Santa Pola y en Elche, para las cuales escribió música popular y compuso piezas sencillas. Fue músico de la Banda Municipal de Alicante del 1934 al 1961 y, a principios de los años cuarenta, también dirigió la Banda de la Cruz Roja. En Alicante enseñó música y tiene una calle dedicada, igual que tiene otro en Santa Pola.
Escribió unas doscientas obras —buena parte son pasodobles—, algunas de las cuales han sido premiadas y grabadas, además de constar en el repertorio de las principales bandas españolas.